# アリアネ・トロ・ソレル
アリアネ・トロ・ソレル（Ariane Toro Soler　2003年7月10日- ）はスペイン・バスク州ビルバオ出身の柔道選手。階級は52kg級。父親のホセ・トロと母親のヨランダ・ソレルはともに1996年のアトランタオリンピックに出場しており、ソレルは48㎏級で銅メダルを獲得した。また、娘のコーチを務めている。

## 経歴
ともにオリンピックに出場した経験を有する両親の影響で、幼い時から柔道に取り組んできた。2019年のヨーロッパユースオリンピックフェスティバル52㎏級で2位になったが、世界カデでは5位だった。2021年の世界ジュニアでも5位だった。2022年のU23ヨーロッパ選手権では2位になった。2023年のヨーロッパジュニアで2位だったが、オセアニアオープン・パースで優勝した。2024年のグランドスラム・パリとグランドスラム・バクーでともに3位になると、グランドスラム・トビリシでは準々決勝でオリンピックチャンピオンのディストリア・クラスニキを破るなどして、IJFワールド柔道ツアー初優勝を飾った。パリオリンピックでは初戦で敗れた。
IJF世界ランキングは2206ポイント獲得で22位(25/6/2現在)。

## 主な戦績
- 2019年 - ヨーロッパユースオリンピックフェスティバル　2位
- 2019年 - 世界カデ　5位
- 2021年 - 世界ジュニア　5位
- 2022年 - U23ヨーロッパ選手権　2位
- 2023年 - ヨーロッパジュニア　2位
- 2023年 - オセアニアオープン・パース　優勝
- 2024年 - グランドスラム・パリ　3位
- 2024年 - グランドスラム・バクー　3位
- 2024年 - グランドスラム・トビリシ　優勝
- 2024年 -　ヨーロッパ選手権　3位
- 2025年 - グランプリ・リンツ　3位
- 2025年 -　グランドスラム・トビリシ　3位
- 2025年 - ヨーロッパ選手権　3位
- 2025年 - 世界選手権　5位

(出典、JudoInside.com)